# 크로넥스
크로넥스 주식회사(영어: Cronex)는 대한민국의 비임상 유효성 평가(CRO) 기업이다.